# Adalberto Méndez
Adalberto Méndez (nacido el 22 de febrero de 1982 en Santo Domingo) es un lanzador dominicano de Grandes Ligas que se encuentra en la agencia libre. Hizo su debut en las Grandes Ligas con los Marlins en el 2010.
Méndez fue elegido por los Marlins desde los Cachorros de Chicago en la fase de Doble-A de la Regla 5 de 2007. Fue llamado a las Grandes Ligas por primera vez el 4 de septiembre de 2010.
En su debut en las mayores el 6 de septiembre de 2010, Méndez lanzó seis entradas en blanco contra los Filis de Filadelfia y conectó su primer hit, sin embargo, a pesar de la victoria de 7-1 de los Marlins, Méndez se estiró un músculo en el muslo de su pierna derecha y tuvo que retirarse del juego.